# Vallangoujard
Vallangoujard ist ein Ort und eine nordfranzösische Gemeinde mit 616 Einwohnern (Stand: 1. Januar 2022) im Département Val-d’Oise in der Region Île-de-France (Frankreich). Die Gemeinde gehört zum Arrondissement Pontoise und zum Kanton Pontoise (bis 2015: Kanton La Vallée-du-Sausseron). Die Einwohner werden Vallangoujardois genannt.

## Lage
Vallangoujard liegt etwa 35 Kilometer nordnordwestlich von Paris in der Landschaft des Vexin. Das Gemeindegebiet gehört zum Regionalen Naturpark Vexin français. Umgeben wird Vallangoujard von den Nachbargemeinden Menouville im Norden, Labbeville im Osten, Hérouville-en-Vexin im Südosten, Livilliers im Süden, Épiais-Rhus im Westen und Südwesten sowie Theuville im Nordwesten.

## Bevölkerungsentwicklung
| Jahr                      | 1800 | 1851 | 1901 | 1954 | 1962 | 1968 | 1975 | 1982 | 1990 | 1999 | 2006 | 2013 |
| Einwohner                 | 260  | 379  | 352  | 313  | 332  | 334  | 365  | 507  | 564  | 635  | 651  | 643  |
| Quelle: Cassini und INSEE |      |      |      |      |      |      |      |      |      |      |      |      |

## Sehenswürdigkeiten
- gallorömische Siedlungsreste bei Garenne, Monument historique seit 1967, und bei La Vallée de Cresnes (Monument historique seit 1983)
- Kirche Saint-Martin, im 12./13. Jahrhunderts erbaut, Monument historique seit 1915

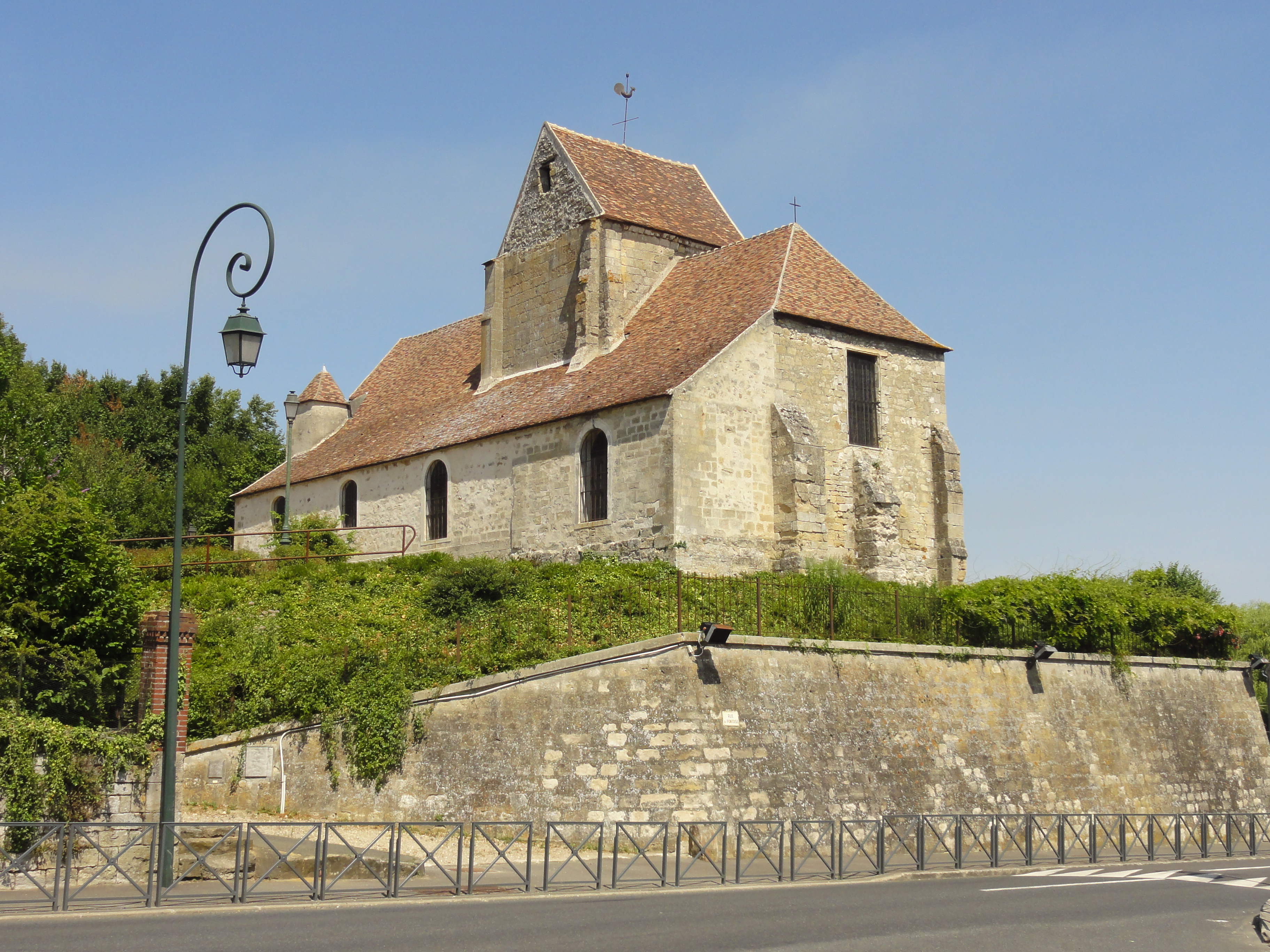
Kirche Saint-Martin

## Persönlichkeiten
- Jean Dréville (1906–1997), Regisseur, hier verstorben